# 납작꼬리도마뱀붙이
납작꼬리도마뱀붙이(Uroplatus fimbriatus)는 커먼 플랫테일 게코(common flat-tail gecko), 자이언트 리프테일 게코(Giant Leaf-tailed Gecko)라고도 불리며, 마다가스카르 고유종이다. 구체적으로는 마다가스카르 동부와 노지 보하라, 노지 망가베(:en:Nosy Mangabe)섬에서 발견된다. 몸길이는 꼬리까지 330 mm이다.

## 어원
속명 Uroplatus는 "꼬리"를 뜻하는 "ourá" (οὐρά) 와 "납작한"을 뜻하는 "platys" (πλατύς)의 두 그리스어 단어의 라틴어화(en:Latinization)이다. 종명 fimbriatus는 "술달린"을 의미하는 라틴어 단어인데, 이 도마뱀붙이류의 피부의 술이 달린 듯한 독특한 생김새 때문이다.

## 상세
이 녀석들은 열대우림에 서식하는 덩치 큰 야행성 도마뱀붙이류이다. 납작꼬리의 눈은 사람의 눈보다 350배 빛에 민감하기 때문에 밤에도 색깔을 구별할 수 있다. 낮에는 작은 나무줄기에 찰싹 달라붙어서 머리를 수그린다. 방해받으면 머리와 꼬리를 치켜들어, 틀:생물 분류의 사진처럼 입을 크게 벌리고 소리지른다.

## 위기
마다가스카르의 탈산림화(:en:deforestation in Madagascar)와 서식지 파괴, 애완동물 거래를 위한 남획은 납작꼬리에게 주요한 위협이다. 세계 자연 기금(WWF)은 납작꼬리도마뱀붙이속의 모든 종들을 불법 야생동물 교역(:en:wildlife trade)으로 고통받는 "10대 긴급 수배종 목록"에 등재했는데, 이 녀석들이 "국제적인 애완동물 교역 과정에서 남획되고 팔려나가는 게 위험한 수준에 이르렀기" 때문이다. 이 녀석들은 CITES 부속서 II로 보호받고 있다. 하지만 국제 자연 보전 연맹은 상업적인 수출이 지속가능하다고 보고 있다.

## 사진

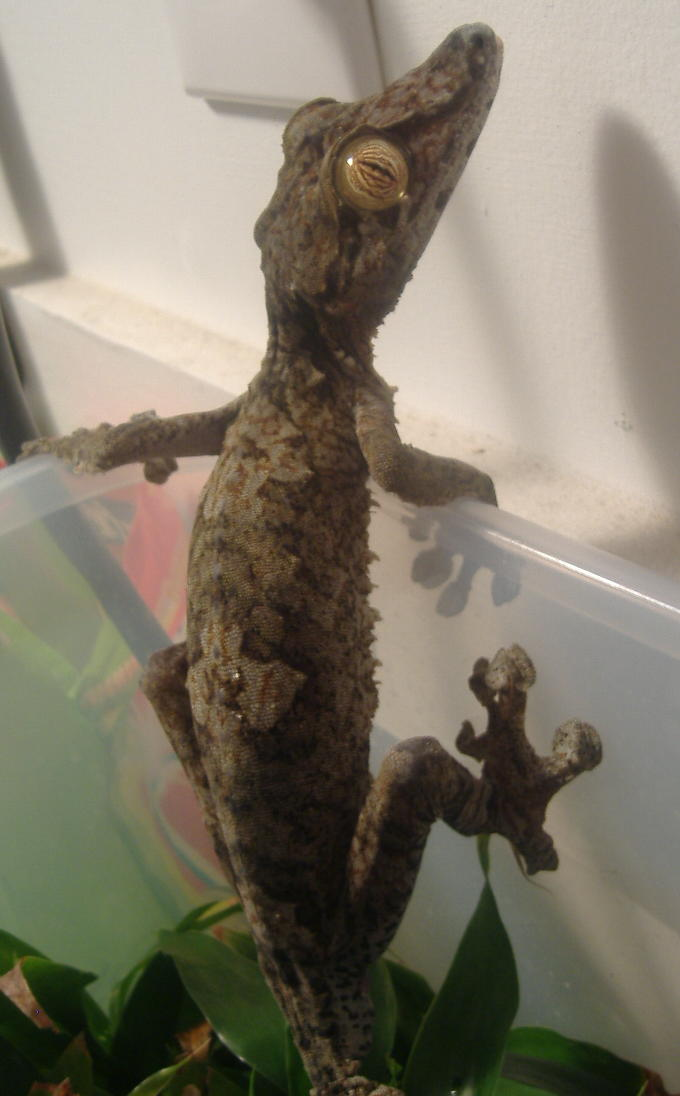
납작꼬리 개체
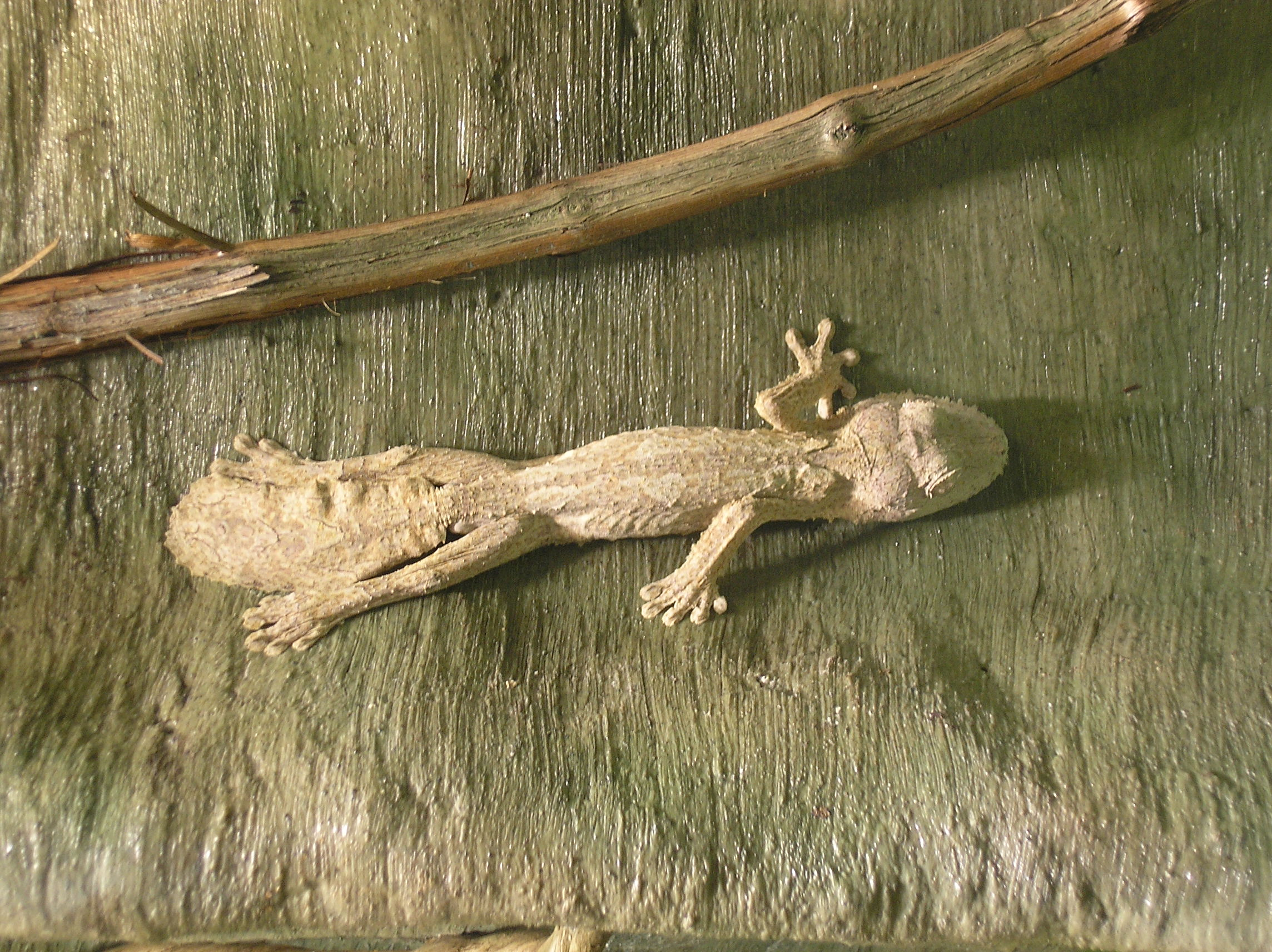
납작꼬리 개체
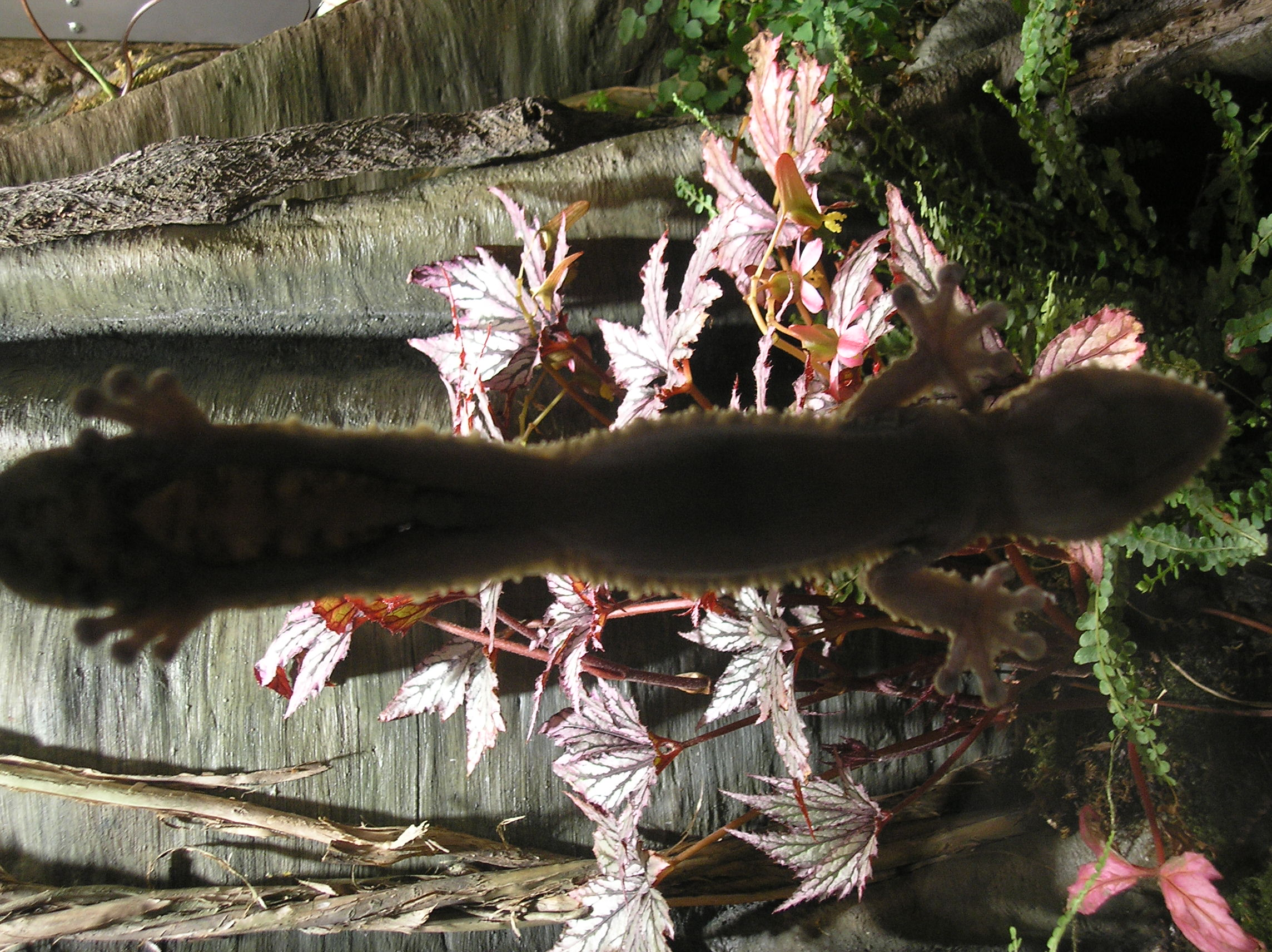
유리창 너머에서 본 밑부분
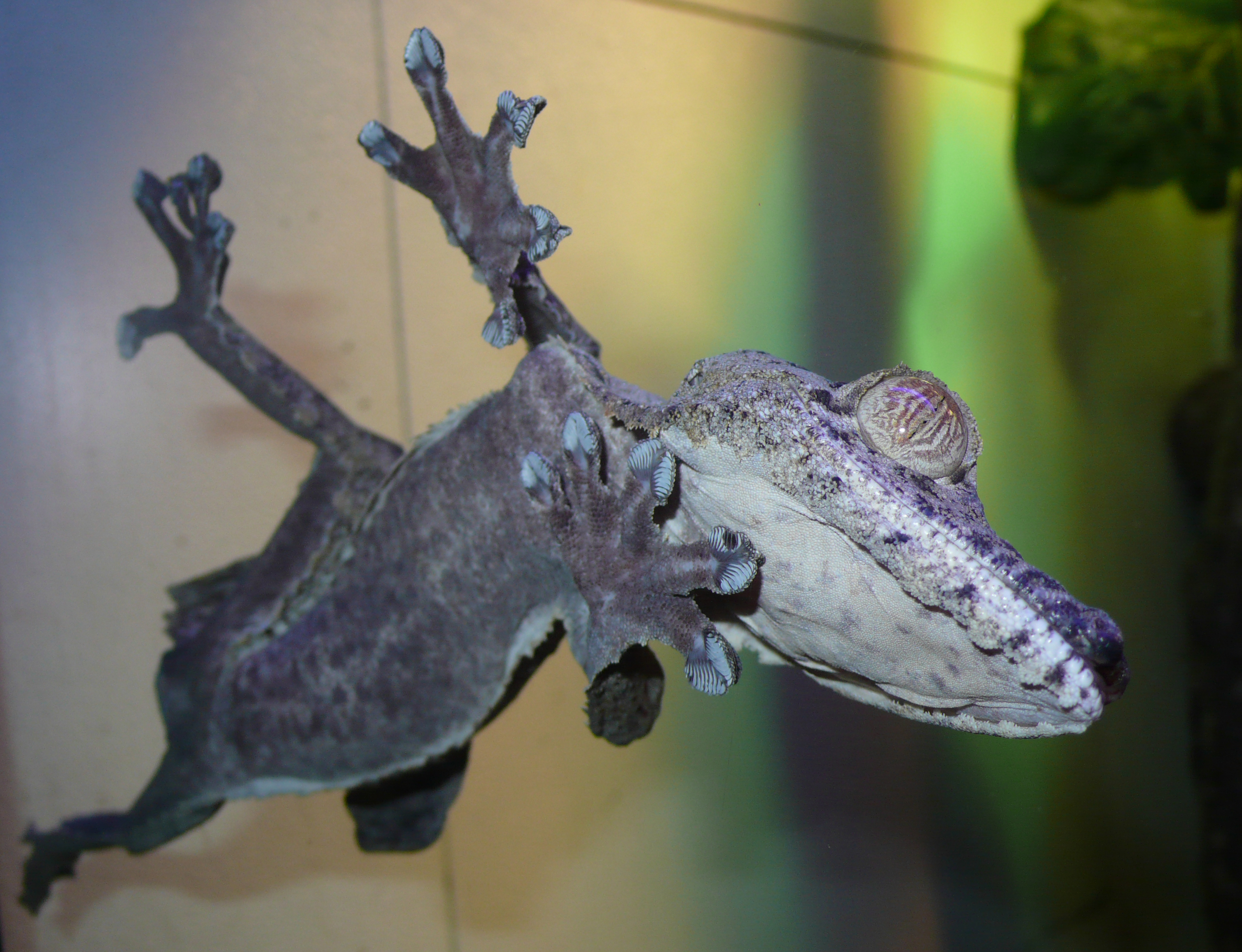
유리창 너머에서 본 밑부분
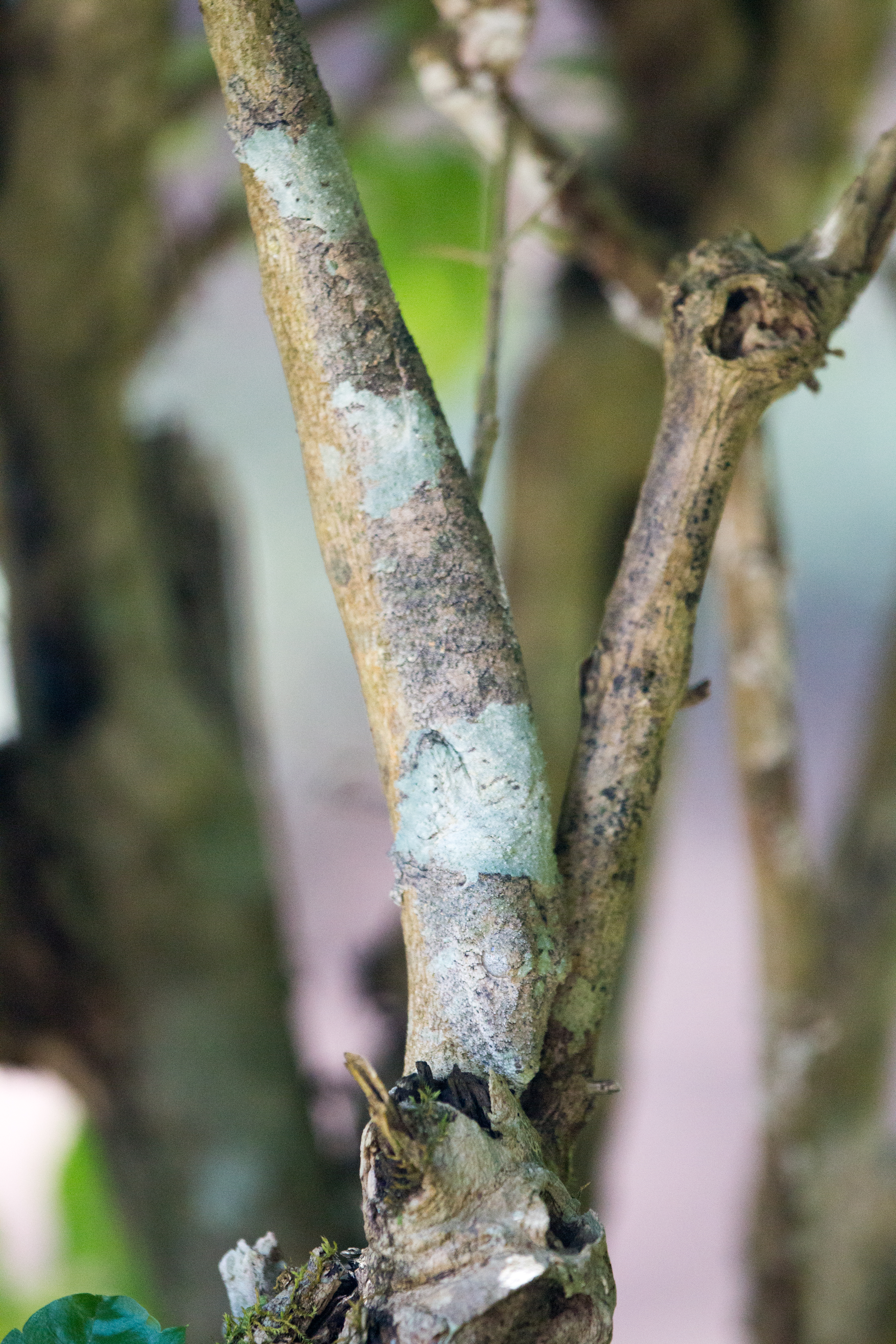
납작꼬리의 위장